# Dzień Dobry Ziemi Radomskiej
Dzień Dobry Ziemi Radomskiej – gazeta codzienna ukazująca się w Radomiu w latach 1934–1939. Jej wydawanie przerwał wybuch II wojny światowej.